# Entomogramma pardalis
Entomogramma pardalis är en fjärilsart som beskrevs av Saalmüller 1891. Entomogramma pardalis ingår i släktet Entomogramma och familjen nattflyn. Inga underarter finns listade i Catalogue of Life.